# Orthoxiphus nigrifrons
Orthoxiphus nigrifrons är en insektsart som först beskrevs av Bolívar, I. 1912.  Orthoxiphus nigrifrons ingår i släktet Orthoxiphus och familjen syrsor. IUCN kategoriserar arten globalt som starkt hotad. Inga underarter finns listade i Catalogue of Life.